# ثكنة عسكرية لحيان (أولاد عبدون الشرقيين)
ثكنة عسكرية لحيان هو دُوَّار يقع بجماعة أولاد عبدون، إقليم خريبكة، جهة بني ملال خنيفرة في المملكة المغربية. ينتمي الدوّار لمشيخة أولاد عبدون الشرقيين التي تضم 7 دواوير. يقدر عدد سكانه بـ 647 نسمة حسب الإحصاء الرسمي للسكان والسكنى لسنة 2004.

## روابط خارجية
- البوابة الوطنية للجماعات الترابية نسخة محفوظة 12 مارس 2018 على موقع واي باك مشين.
- المندوبية السامية للتخطيط